# Internetkafé

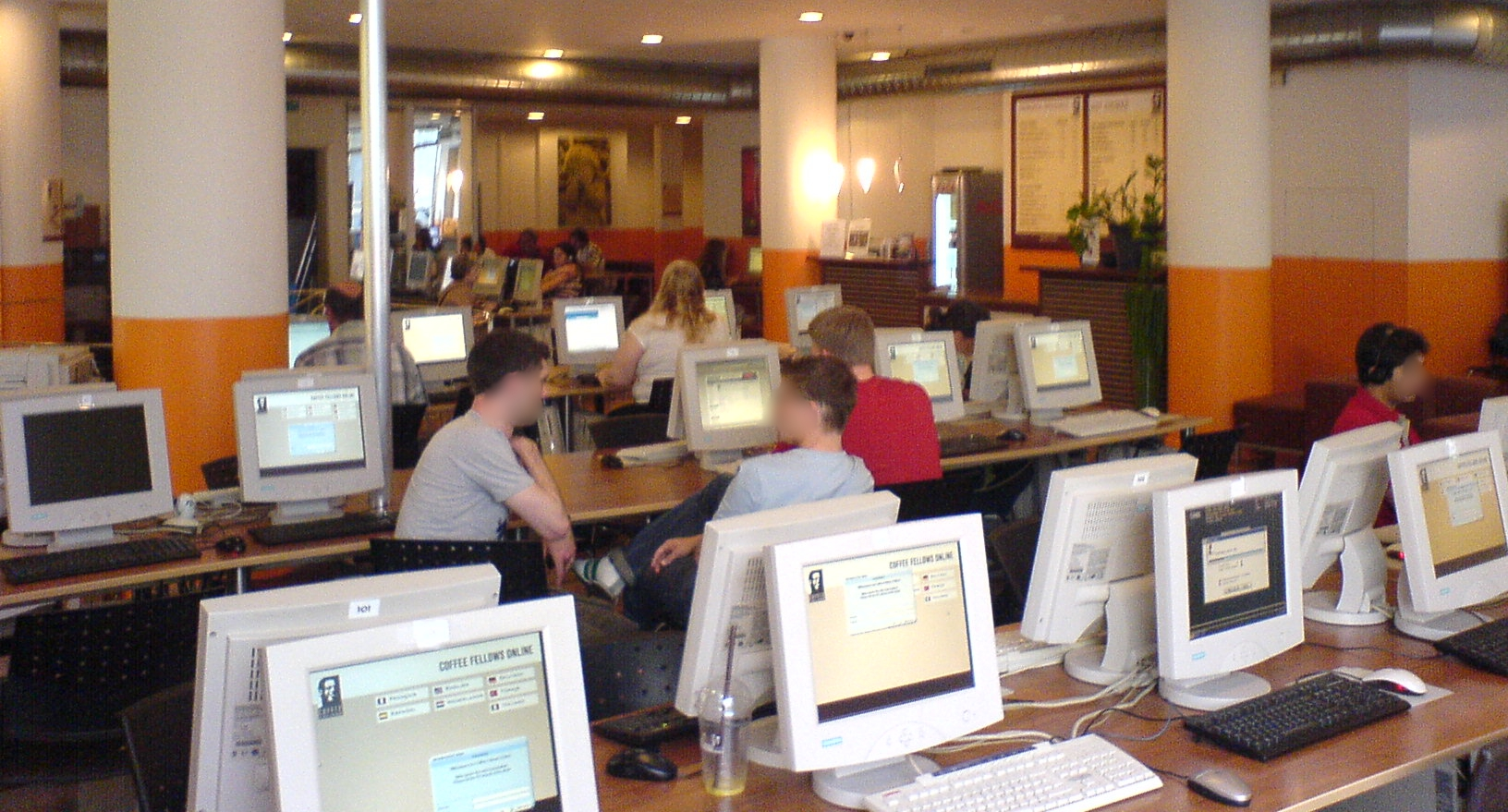
Ett internetkafé i München.

Ett internetkafé, även stavat internetcafé, är ett kafé med internetuppkopplade datorer som besökarna kan hyra. Förutom dator och internet får besökarna i vissa fall även tillgång till datorspel och kringutrustning som skrivare. Man betalar antingen i förskott genom att köpa en upplåsningskod till datorn som gäller en viss tid, eller i efterskott för den använda tiden. På många internetkaféer kan man även fika.
Internetkaféer var särskilt vanliga under 1990-talet och 2000-talets första decennium, men har från 2010-talet och framåt blivit alltmer ovanliga i takt med att internet blivit mer tillgängligt via exempelvis smartmobiler och Wi-Fi. I en del länder, som Kina, har myndigheter stängt många internetkaféer på grund av brott mot nationella lagar eller för att förhindra överträdelser. Andra orsaker till att internetkaféer stängs är ökade kostnader för innehavarna och högre krav på övervakning och kontroll som exempelvis övervakningskameror.
Internetcafé finns belagt i svenska språket från 1995.